# جان بول زان
جان بول زان (بالفرنسية: Jean-Paul Zahn )‏ (و. 1935 – 2015 م) هو عالم فلك من فرنسا . ولد في ميلوز .
توفي عن عمر يناهز 80 عاماً.

## جوائز
حصل على جوائز منها:
- جائزة بيير جانسين.